# Sainte-Mélanie
Pour les articles homonymes, voir Mélanie.
Sainte-Mélanie est une municipalité du Québec, située dans la MRC de Joliette dans la région de Lanaudière.

## Toponymie
Son nom, qui est celui de sainte Mélanie la Jeune (383-438), rappelle Charlotte-Mélanie, fille de Pierre-Louis Panet (1761-1812), acquéreur de la seigneurie d'Ailleboust en 1800 ; avec son mari, Marc-Antoine-Louis Lévesque (1782–1833), elle joua un rôle dans la fondation du village.

## Histoire
Cette municipalité fait partie de l'ancienne seigneurie d'Ailleboust.
Sainte-Mélanie est fondée en 1832. L'église en pierre des champs est construite en 1869.

### Manoir Panet

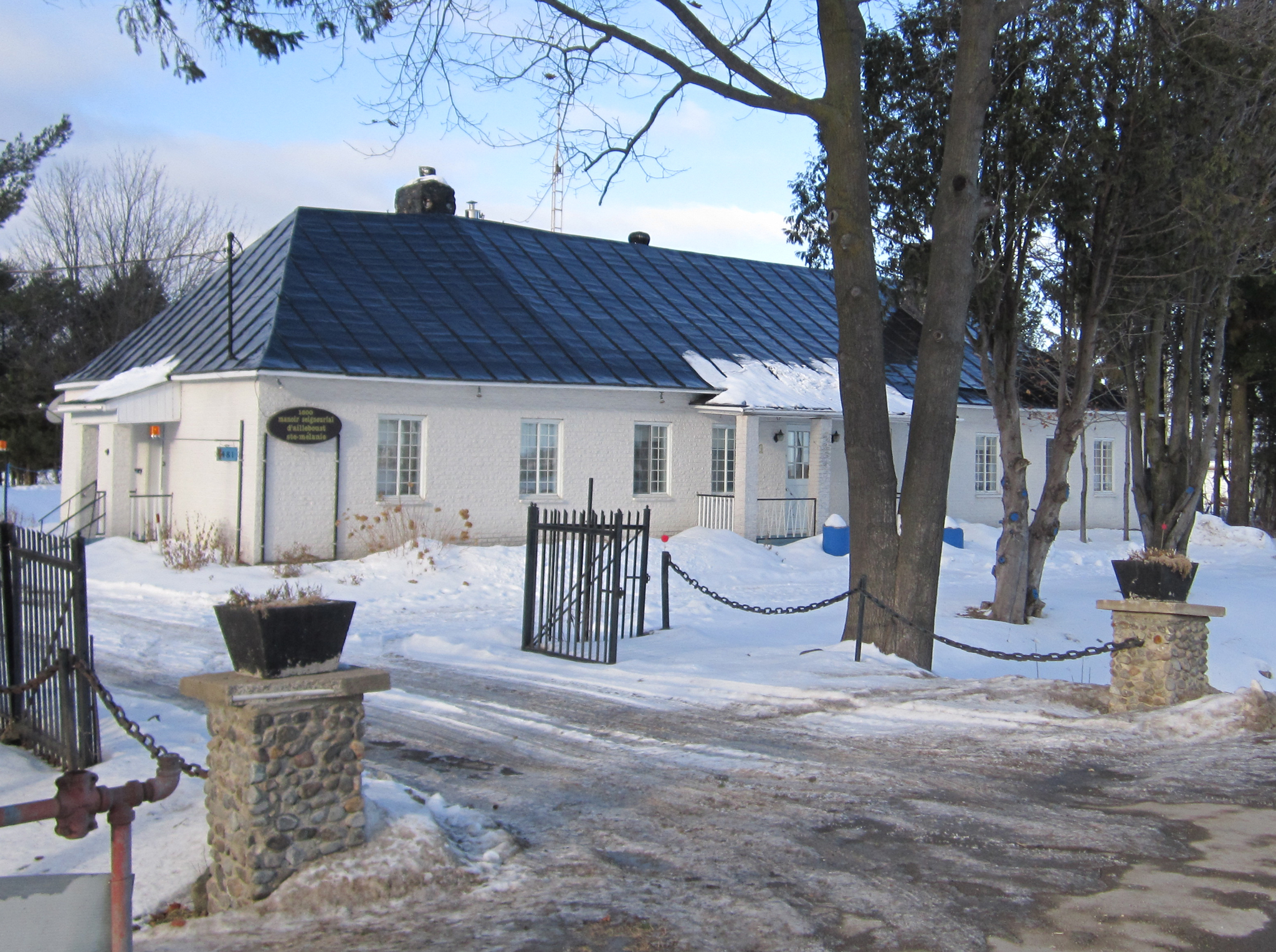
Manoir de la Seigneurie D’Ailleboust

Construit en 1811 par Pierre-Louis Panet seigneur de D'Ailleboust le manoir Panet ou manoir seigneurial D'Ailleboust est un des plus anciens bâtiments du nord de Lanaudière. Sa fille Louise-Amélie, peintre et poétesse, va occuper le manoir à partir de 1832 et en faire un lieu de culture régional. Le manoir a perdu aujourd'hui de sa splendeur mais un projet en cours devrait permettre de le sauver.

## Crise politique (2024–2025)
Depuis 2024, la municipalité de Sainte-Mélanie est marquée par une série de controverses politiques impliquant son maire, Louis Freyd, élu en 2021 à la tête de l'équipe « Sainte-Mélanie, Fiers et Unis ».
En avril 2024, le conseiller municipal Evens Landreville-Nadeau a été suspendu pour 90 jours par la Commission municipale du Québec (CMQ). Il a plaidé coupable à un manquement déontologique après que son entreprise, Transport Gaston Nadeau, a obtenu un contrat de déneigement de près de 25 000 $ avec la municipalité, contrat renouvelé pendant son mandat. Bien qu'il se soit retiré du vote, le contrat a été approuvé par les autres membres du conseil, tous membres de l'équipe « Fiers et unis ». Le juge Thierry Usclat de la CMQ a qualifié cette situation d'« aberrante », soulignant l'inaction du directeur général et des autres élus pour prévenir ce conflit d’intérêts,,.
En 2025, le maire Louis Freyd a été l’objet de deux procédures distinctes en lien avec un projet immobilier dans lequel il est personnellement impliqué. Bien qu'il se soit abstenu de voter sur des décisions touchant ses intérêts, le conseil municipal, composé de membres de son équipe, a approuvé plusieurs projets le concernant. En mai 2025, la CMQ a déposé une requête en déclaration d’inhabilité auprès de la Cour supérieure du Québec, alléguant que le maire avait utilisé ses fonctions pour favoriser ce projet, ce qui constituerait un conflit d’intérêts. Quelques jours auparavant, un groupe de citoyens avait déjà intenté une poursuite visant à obtenir une déclaration d’inhabilité contre lui, après que Freyd eut poursuivi la municipalité à la suite du refus d’un permis de lotissement,.

## Géographie
À une heure de Montréal, cette municipalité est traversée par la route 348.
La rivière L'Assomption, qui coule vers le sud, délimite la municipalité du nord-est au sud-est. À partir de son crénon au nord-ouest du village, Le Grand Ruisseau coule vers le sud-ouest.

## Démographie
| 1991  | 1996  | 2001  | 2006  | 2011  | 2016  | 2021  |
| ----- | ----- | ----- | ----- | ----- | ----- | ----- |
| 2 282 | 2 474 | 2 633 | 2 765 | 2 892 | 2 989 | 2 989 |

## Administration
Les élections municipales se font en bloc pour le maire et les six conseillers.
| Sainte-Mélanie Maires depuis 2002                                                                                    |                    |         |          |
| Élection | Maire              | Qualité | Résultat |
| 2002 | Serge Lambert      |         | Voir     |
| 2005 | Yves Beaulieu      |         | Voir     |
| 2009 | Yves Beaulieu      | Voir    |          |
| 2013 | Marcel Loyer       |         | Voir     |
| 2015 | Françoise Boudrias |         | Voir     |
| 2017 | Françoise Boudrias | Voir    |          |
| 2021 | Louis Freyd        |         | Voir     |
| Élection partielle en italique Depuis 2005, les élections sont simultanées dans toutes les municipalités québécoises |                    |         |          |

## Éducation
La Commission scolaire des Samares administre les écoles francophones:
- École Sainte-Hélène[13]

La Commission scolaire Sir Wilfrid Laurier administre les écoles anglophones:
- École primaire Joliette à Saint-Charles-Borromée[14]
- École secondaire Joliette à Joliette[15]

## Attraits
L'attrait touristique principal de Sainte-Mélanie est le parc régional des chutes Monte-à-peine. À moins de 5 km du village, il y a aussi le lac Rocher.

## Jumelages
- Saint-Pardoux-la-Rivière (France) depuis 2004
- Saint-Saud-Lacoussière (France) depuis 2004

## Personnalités liées à la municipalité
- Jean d'Ailleboust d'Argenteuil (Québec, 8 mai 1694 – L'Assomption, 18 août 1781) fils de Pierre d'Ailleboust seigneur d'Argenteuil et premier seigneur.
- Pierre-Louis Panet (Montréal, 1er août 1761 - Montréal, 2 décembre 1812) Principal développeur de la seigneurie.
- Jeanne-Charlotte Allamand (Lausanne, 16 avril 1760 - Sainte-Mélanie, 18 septembre 1839) pionnière, éducatrice et artiste peintre.
- Louise-Amélie Panet (Québec, 27 janvier 1789 - Sainte-Mélanie, 24 mars 1863) artiste peintre et héritière de la seigneurie.
- William Bent Berczy (Londres, 6 janvier 1791 – Sainte-Mélanie, 9 décembre 1873) artiste peintre et dernier seigneur.
- Bertrand Vac (de son vrai nom Aimé Pelletier) (1914-2010), chirurgien et romancier, est enterré à Sainte-Mélanie avec ses ancêtres[17].